# Nikola Trujić
Nikola Trujić (Bor, 1992. április 14. –) szerb labdarúgó, csatár, a Lárisza játékosa.

## Pályafutása

### Klubcsapatokban
Trujić a szerb FK Partizan akadémiáján nevelkedett, 2010 és 2013 között tartozott a klub kötelékéhez, miközben kisebb szerb csapatoknál szerepelt kölcsönben. 2012 nyarán írta alá első profi szerződését a klubbal. 2013-ban a FK Napredak Kruševac csapatával szerb másodosztályú bajnok lett, ezután igazolták őt le a belgrádiaktól. 2013 és 2015 között több mint ötven bajnokin lépett pályára a csapat színeiben. 2015-ben ismét a Partizan labdarúgója lett. majd az FK Vojvodina szerződtette. 2017-2018-as szezonban az akkor orosz élvonalbeli FC Tosno labdarúgója volt, mellyel orosz kupagyőztes lett. A szerb FK Voždovac játékosa is volt. 2019. június 27-én egy plusz kétéves szerződést írt alá a Debrecenhez. A magyar élvonalban a 2019-2020-as szwezonban 24 bajnokin lépett pályára és háromszor volt eredményes. Miután a DVSC kiesett a szezon végén Trujić elhagyta a csapatot és a görög élvonalbeli Láriszában folytatta pályafutását.

### A válogatottban
Többszörös szerb utánpótlás-válogatott, tagja volt a 2011-es U19-es labdarúgó-Európa-bajnokságon és a 2015-ös U21-es labdarúgó-Európa-bajnokságon szerepelt szerb keretnek is.

## Sikerei, díjai
FK Napredak Kruševac:
- Szerb másodosztályú bajnok: 2013

FK Toszno:
- Orosz Kupa-győztes: 2018